# Горицкая волость

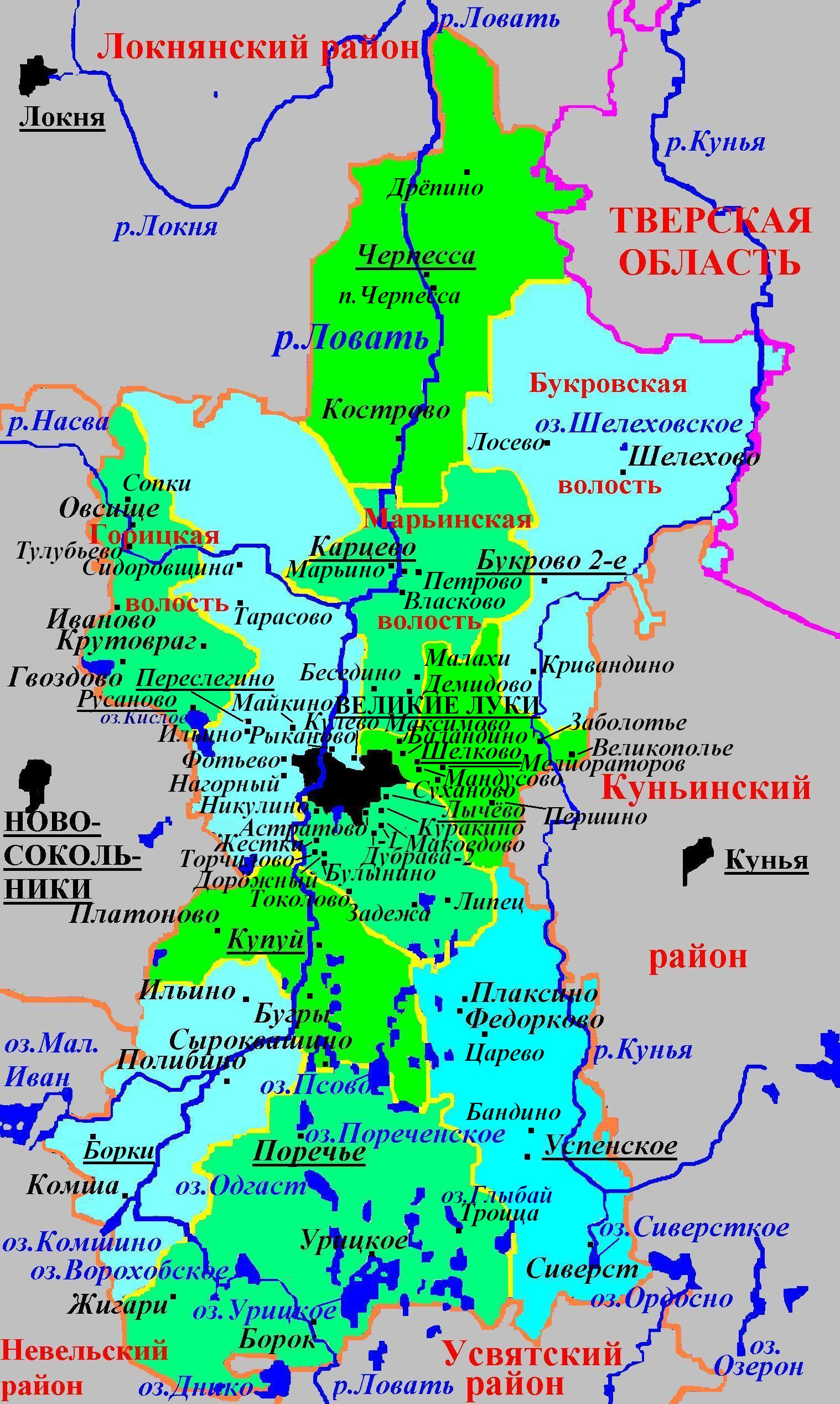
Административное деление Великолукского района в 2006—2014 гг.

Горицкая волость — упразднённая административно-территориальная единица 3-го уровня и бывшее муниципальное образование со статусом сельского поселения в Великолукском районе Псковской области России.
Административный центр — деревня Русаново.

## География
Территория волости граничила на востоке с Переслегинской волостью Великолукского района, на западе — с Новосокольническим районом, на севере — с Локнянским районом.
На территории волости располагался северный плес озера Кислое (3,1 км², глубиной до 10 м).

## Население
| 2002 | 2010  | 2012  | 2013  | 2014  | 2015  |
| ---- | ----- | ----- | ----- | ----- | ----- |
| 1859 | ↘1504 | ↗1535 | ↘1514 | ↗1527 | ↘1489 |

## Населённые пункты
В состав Горицкой волости входили 13 деревень: Гвоздово, Иваново, Кислово, Корняки, Крутовраг, Кучино, Мякотино, Образцово, Овсище, Русаново, Сопки, Тулубьево, Федотково.

## История
Постановлением Псковского областного Собрания депутатов от 26 января 1995 года все сельсоветы в Псковской области были переименованы в волости, в том числе Горицкий сельсовет был превращён в Горицкую волость с центром в деревне Гвоздово.
Законом Псковской области от 28 февраля 2005 года в границах волости было также создано муниципальное образование Горицкая волость со статусом сельского поселения с административным центром в деревне Русаново с 1 января 2006 года в составе муниципального образования Великолукский район со статусом муниципального района.
Законом Псковской области от 10 декабря 2014 года Горицкая волость была упразднена, а её территория включена в состав Переслегинской волости с административным центром в деревне Переслегино.